# 15. Panzer-Division (Wehrmacht)
Die 15. Panzer-Division war ein Großverband des Heeres der deutschen Wehrmacht im Zweiten Weltkrieg.

## Geschichte

### Aufstellung
Die 15. Panzer-Division wurde ab 1. November 1940 in Landau und Heidelberg im Wehrkreis XII aufgestellt. Hierbei kamen viele Truppenteile der 33. Infanterie-Division zur neuen Division. Daneben wurde von 13. Infanterie-Division (mot.) das bisherige III. Bataillon / Infanterie-Regiment (mot.) 93 eingegliedert. Im Januar 1941 kam das Panzer-Regiment 8, von der 10. Panzer-Division hinzu, welches offiziell am 15. März 1941 eingegliedert wurde, und deren 1. Kompanie (Pz.Späh-)/Panzer-Aufklärungs-Abteilung 90.
Bei Aufstellung gliederte sich die Division wie folgt:
- Schützen-Regiment 104
- Schützen-Regiment 115
- Kradschützen-Bataillon 15
- Panzer-Regiment 8
- Artillerie-Regiment (mot.) 33
- Beobachtungs-Batterie (mot.) 33
- Panzer-Aufklärungs-Abteilung 33
- Nachrichten-Abteilung (mot.) 33
- Panzerjäger-Abteilung 33
- Pionier-Bataillon 33
- I. Abteilung / Flak-Regiment 18 (mot.)
- Divisionstruppen Nr. 33

### Verlegung nach Nordafrika
Der Verband wurde zwischen März und Mai 1941 von Tarent über Catania-Augusta zum im Februar 1941 aufgestellten Deutschen Afrika-Korps nach Tripolis verschifft bzw. per Lufttransport nach Agedabia eingeflogen.
Zwischen dem 8. und 12. April trafen erste Truppenteile bei der 5. leichten Division ein und bildeten die „Kampfgruppe von Pritzwitz“ (Teile Kradschützen-Bataillon 15, Panzerjäger-Abteilung 33, verstärkte Pionier-Kompanie mit einem motorisierten 2-cm-Flugabwehr-Zug) im Raum Mechilli. Am 10. April 1941 fiel im Vorfeld von Tobruk der Kommandeur der 15. Panzer-Division, General von Prittwitz und Gaffron, als sein Wagen bei einer Erkundungsfahrt von einer PaK getroffen wurde. Seine Nachfolge trat der Kommandeur der Schützen-Brigade 15 Generalmajor Freiherr von Esebeck.
Die „Kampfgruppe Knabe“ (Teile Kradschützen-Bataillon 15 und Masse Panzerjäger-Abteilung 33) nahm 14./15. April 1941 südöstlich Tobruk weit in Richtung Ägypten vorstoßend das Fort Capuzzo und die libysch-ägyptischen Grenzstellungen bei Sollum ein.
Nach dem 22. April folgen sichert die bereits eingetroffenen Teile der Division gegen britische Entsatzangriffe südwestlich von Tobruk, während weitere Teile der Division (I. Bataillon / Schützen-Regiment 104 mit dem Stab des Regiments, Panzer-Pionier-Bataillon (mot.) 33, Reste der Panzerjäger-Abteilung 33) von Neapel aus nach El Agheila eingeflogen wurden. Zu dieser Zeit wird am Feldflugplatz von El Agheila auch die I. Abteilung / Flak-Regiment 33 (mot.) dauerhaft der Division unterstellt.
Ende April treffen die letzten Panzer der Panzer-Regiment 8 bei der Division ein, die von Tripolis aus heranmarschieren mussten, da kein anderer Tiefsee-Hafen für die Entladung der schweren Panzer zur Verfügung stand. Währenddessen war bereits südöstlich von Tobruk die Divisions-„Kampfgruppe Herff“ der 15. Panzer-Division (Stab-/Schützen-Regiment 115, Kradschützen-Bataillon 15, Teile Panzerjäger-Abteilung 33, Masse Panzer-Aufklärungs-Abteilung 33 und Teile I. Abteilung / Flak-Regiment 18 (mot.)) im Einsatz.

### Deutsches Afrikakorps
Ab Mai 1941 wurde der Verband unter den Befehl des Deutschen Afrikakorps gestellt. Die Division verblieb zunächst im Raum Tripolis in Abwehrstellungen bis zu Rommels eigenmächtigen Angriff auf Tobruk. Dort wurde sie in einen Stellungskrieg bei Sollum verwickelt.

### Halfaya-Pass
Ende Mai 1941 griff die Division in voller Stärke an. Das I. Bataillon / Schützen-Regiment 104 eroberte den Halfaya-Pass.

### Operation Battleaxe
Im Juni 1941 war die Division an der Abwehr des ersten großen britischen Gegenangriffs, der Operation Battleaxe, beteiligt.

### Operation Crusader
Im November 1941 begann die Operation Crusader und die Division musste sich über Mechilli, Bir Hacheim, Bengasi bis nach Marsa el Brega zurückziehen. Dann wurde die Division zur Reserve versetzt, um ab Februar 1942 im Unternehmen Theseus wiederum auf Tobruk vorzugehen.

### Erste Schlacht von El Alamein
Die britische Verteidigungslinie bei El Alamein mit ihrer Länge von 65 Kilometern war durch zwei natürliche Grenzen gegen jegliche Umgehung geschützt, dies war zum einen das Mittelmeer und zum anderen die Quattara-Senke im Süden. Die ersten Angriffsoperationen der Achsenstreitkräfte begannen am 1. Juli in nördlichen Bereich der Front und wurden am 3. Juli eingestellt, daraufhin griffen alliierte Streitkräfte die sich vermeintlich zurückziehenden Achsenstreitkräfte an. In dieser Zeit wurden im Süden der Frontlinie die Kräfte der 90. leichte Afrika-Division, der 15. Panzer-Division und der 21. Panzer-Division bei Tell el Eisa für den nächsten Angriff gruppiert. Am 9. Juli wurden einige erfolgreiche Vorstöße dieser Verbände ausgeführt. Die Panzerarmee Afrika trat daraufhin mit dem Südflügel am 10. Juli zum Angriff an. Gleichzeitig griffen im Norden alliierte Truppen italienische Stellungen nördlich und südlich der Via Balbia und erzwangen einen Durchbruch, der nur durch den Einsatz von umgruppierten Reserven abgeriegelt werden konnte. Aus diesem Grund wurde der Angriff im Süden eingestellt.

### Schlacht von Alam Halfa
Bis Mitte August wurden den Streitkräften im Raum El Alamein Ersatz, Munition und Verstärkungen zugeführt. Doch die Menge an Kraftstoff und Munition war durch die Versenkung von Versorgungsschiffen der Achse im Mittelmeer nicht für eine größere Angriffsoperation ausreichend. Aufgrund von Zusagen der Luftwaffe, Material aus Italien einzufliegen, entschied sich Rommel für den Angriff. Allerdings waren die deutschen Vorbereitungen von den Alliierten erkannt worden und die Aufklärung der Achsenstreitkräfte hatte nur einen Teil der alliierten Truppenpositionen identifiziert.
Der Angriff begann in der Nacht vom 30. auf den 31. August ab 22:00 Uhr. Ziel des Angriffs der 15. und 21. Panzer-Division war aus dem Nordosten vor der Stadt Himeimat vorstoßend die Höhe 132 des Alam-Halfa-Rückens. Der Angriff der Division scheiterte am starken britischen Widerstand und ab 18:30 Uhr igelte sich die Division nahe Deir el Tarfa ein.

### Zweite Schlacht von El Alamein
Die Schlacht begann am 23. Oktober 1942 um 20:40 Uhr deutscher Zeit. Der zweite große Angriff der Schlacht begann in der Nacht auf den 2. November mit schweren Luftangriffen und Artilleriebeschuss. Im Bereich der 90. leichte Afrika-Division und der italienischen Division Trieste durchbrachen starke alliierte Kräfte die Front. Gegen diesen Durchbruch wurde die 15. Panzer-Division von Süden aus angesetzt, konnte jedoch gegen die nachstoßenden alliierten Truppen in schweren Panzergefechten keine Sicherung der Front mehr erreichen.
Nach schweren Verlusten bei Mannschaften und Material erhielten die Verbände von Rommel den Befehl zum Rückzug auf die Fuka-Stellung.
Die weiteren fluchthaften Rückzugsbewegungen waren von Kraftstoffmangel geprägt und erst an der Grenze nach Libyen am 6. November begann die Neuformierung der Achsenstreitkräfte.

### Rückzug nach Tunesien
Ab Ende November 1942 waren die Reste der Division in Rückzugskämpfe auf den Fuka-Pass, durch die Cyrenaika bis Tripolis und weiter über Buerat bis zur Mareth-Linie in Südtunesien beteiligt.

### Kasserine
Im Februar und März 1943 begann die Division aus der Mareth-Linie heraus Gegenangriffe im Raum Gafsa/Thelepte bis zum Kasserinpass.
Nach dem Ende dieser Schlacht zog sich die Division über Medjez el Bab bis südlich von Tunis zurück.

### Kapitulation
Die 15. Panzer-Division wurde im Mai 1943 südlich von Tunis vernichtet.

## Personen

### Kommandeure
- Generalleutnant Friedrich Kühn – Aufstellung bis 21. März 1941
- Generalmajor Max Eichstädt – 10. April bis 16. April 1941 (gefallen)
- Generalmajor Heinrich von Prittwitz und Gaffron – 22. März bis 10. April 1941 (gefallen)
- Generalmajor Hans-Karl Freiherr von Esebeck – 13. April bis 13. Mai 1941 (verwundet)
- Oberstleutnant Maximilian von Herff – 13.–26. Mai 1941 (mit der Führung beauftragt)
- Generalmajor Walter Neumann-Silkow – 26. Mai bis 6. Dezember 1941 (verwundet; † 9. Dezember 1941 im Lazarett)
- Oberst Erwin Menny – 6.–8. Dezember 1941
- Generalmajor Gustav von Vaerst – 9. Dezember 1941 bis 26. Mai 1942 (verwundet)
- Oberst Eduard Crasemann – 26. Mai bis 15. Juli 1942 (mit der Führung beauftragt)
- Generalmajor Heinz von Randow – 15. Juli bis 25. August 1942
- Generalmajor Gustav von Vaerst – 25. August bis 31. August 1942
- Generalmajor Heinz von Randow – 31. August bis 17. September 1942
- Generalmajor Gustav von Vaerst – 17. September bis 18. November 1942 (erkrankt)
- Generalmajor Willibald Borowietz – 18. November 1942 bis 10. Mai 1943 (mit der Division in Gefangenschaft gegangen)[7]

### Bekannte Divisionsangehörige
- Johannes Gerber (1919–2004), war von 1978 bis 1980, als Generalmajor des Heeres der Bundeswehr, stellvertretender Kommandierender General des III. Korps
- Maximilian von Herff (1893–1945), SS-Obergruppenführer und General der Waffen-SS sowie während des Zweiten Weltkrieges ab 1942 Chef des SS-Personalhauptamtes, war ab 11. November 1940 Kommandeur des Schützen-Regimentes 115.

## Gliederung
Die 15. Panzer-Division gliedert sich wie folgt:
| 1941 Libyen | 1943 Tunesien                   |
| --- | ------------------------------- |
| - Panzer-Regiment 8 |                                 |
| - Schützen-Brigade 15 - Schützen-Regiment 104 (Bis August 1941, dann Abgabe an 21. Panzer-Division) - Schützen-Regiment 115 - Kradschützen-Bataillon 15 | - Panzer-Grenadier-Regiment 155 |
| - Artillerie-Regiment, später Panzer-Artillerie-Regiment 33                                                                                             |                                 |
| - Aufklärungs-Abteilung 33 |                                 |
| - Panzerjäger-Abteilung 33 |                                 |
| - Panzer-Pionier-Bataillon 33 |                                 |
| - Panzer-Divisions-Nachrichten-Abteilung 78 |                                 |
| - Feldersatz-Bataillon 33 |                                 |
| - Versorgungstruppen, später Panzer-Versorgungstruppen 33                                                                                               |                                 |

Ersatztruppen für den Stab: Infanterie-Ersatz-Bataillon 104 in Darmstadt und später Posen